# André-Paul Vallet
André-Paul Vallet, francoski general, * 1885, † 1973.